# Lamas (Braga)
Lamas es una freguesia portuguesa perteneciente al municipio de Braga. Posee un área de 0,85 km² y una población total de 708 habitantes (2001). La densidad poblacional asciende a 832,9 hab/km².